# زویی سالمون
زویی سالمون (انگلیسی: Zoe Salmon؛ زادهٔ ۷ ژانویهٔ ۱۹۸۰) مجری تلویزیون، و وکیل اهل بریتانیا است.